# 格蘭德里弗鎮區 (密蘇里州迪卡爾布縣)
格兰德里弗鎮區（英語：Grand River Township）是位於美國密蘇里州迪卡爾布縣的一個行政鎮區。

## 地方資料
格兰德里弗鎮區的面積為93.66平方千米，當中陸地面積為92.24平方千米，而水域面積為1.42平方千米。根據2020年美國人口普查的數據，當地共有人口4371人，而人口密度為每平方千米46.67人。